# Мегаль Віктор
Мегаль Віктор —   культурно-освітній діяч на еміграції, активний член Українського Православного Катедрального Собору Св.Володимира у Чикаго,один із перших емігрантів з Винник до США.

## Політична і громадська діяльність на еміграції
Православні українці, об'єднавшись за конфесійним принципом,  започаткували 1916 року храм святої Трійці у Чикаго на вулиці Erie. Невелика церковця 30 років була осередком православного життя Чикаго. Після приїзду до міста предстоятеля Української Автокефальної Православної
Церкви Іоана Теодоровича стала Катедральним Собором. 1937 року Катедральний Собор перейменували: храму було надано ім'я Хрестителя України-Руси - святого князя Володимира. Минали роки. Закінчувалася Друга Світова війна. Розросталася Українська околиця й настав час подумати про майбутнє. Почалися пошуки приміщення для нового храму.
Завдяки наполегливим старанням В. Мегаля українська громада Чикаго у березні 1945 придбала на перехресті вулиць Oakley та Cortez великий лютеранський храм. Через декілька років Катедральний Собор був заповнений прибулими новими емігрантами. 1948 року був головою парафіяльного уряду Собору Св. Володимира.
До приїзду нової української іміґрації до США після Другої світової війни було створено у Чикаґо Комітет побудови пам'ятника Т. Шевченкові. Віктор Мегаль був членом цього комітету. Пам'ятник мав бути побудований на честь українців, які під час війни боролися в рядах американської армії. Але, на жаль, пам'ятник Т. Шевченкові так і не було збудовано.  Помер Віктор Мегаль у Чикаго.